# Trmice
Trmice (en allemand : Türmitz) est une ville minière du district et de la région d'Ústí nad Labem, en Tchéquie. Sa population s'élevait à 3 353 habitants en 2021.

## Géographie
Trmice se trouve à 71 km au nord-ouest de Prague et à 5 km au sud-ouest du centre d'Ústí nad Labem et fait partie de son agglomération.
La commune est limitée par Ústí nad Labem au nord-ouest, au nord et à l'est, par Stebno au sud, et par Řehlovice à l'ouest.

## Histoire
La première mention écrite de la localité date de 1305. L'exploitation du lignite y a été autorisé en 1790, et la ville a connu une forte prospérité industrielle tout au long du XIXe siècle.

## Transports
Par la route, Trmice se trouve à 5 km d'Ústí nad Labem et à 85 km de Prague.